# دیانا حاجیوا
دیانا حاجیوا (به انگلیسی: Diana Hajiyeva) (زاده ۱۳ ژوئن ۱۹۸۹) خواننده آذربایجانی است.
او در مسابقه آواز یوروویژن ۲۰۱۷ نماینده آذربایجان بود .